# رشعين
رشعين هي إحدى القرى اللبنانية من قرى قضاء زغرتا في محافظة الشمال.